# Tazates
Tazates o Tatzates fou un generalíssim armeni del segle viii de la família dels Andzevatsí. Fou generalíssim de vers el 780 fins vers el 785.
Primer va estar al servei de l'Imperi Romà d'Orient i va destacar per la seva direcció de les tropes que lluitaven en contra dels búlgars; el 778 els romans d'Orient van derrotar els àrabs a Cilícia sota la direcció de Tazates i Artavasdes Mamiconi. Tazates va caure en desgràcia el 780, en arribar al tron l'emperadriu Irene, i va passar llavors al servei dels àrabs. El califa el va acollir i el va nomenar patrici i generalíssim (càrrecs vacants des del 772), amb possessió plena del seu districte d'Andzevatsik, que entrava a terres dels Arzerunis (pel sud-oest). Des de llavors els nakharark, sobretot els Arzerunis, no van parar de conspirar contra ell. Vers el 782 i amb tota certesa abans del 785, un atac dels khàzars va obligar Tazates a sortir en campanya a la zona de Derbent. Van acampar a la plana de Keran, però es va declarar una epidèmia i Tazates va morir, però el territori d'Andzevatsik va romandre en poder dels seus descendents.